# Piłka nożna w Polsce (2000/2001)
Piłka nożna w Polsce - sezon 2000/2001
- Mistrz Polski: Wisła Kraków
- Wicemistrz Polski: Pogoń Szczecin
- Zdobywca Pucharu Polski: Polonia Warszawa
- start w eliminacjach Ligi Mistrzów: Wisła Kraków
- start w Pucharze UEFA: Pogoń Szczecin, Legia Warszawa, Polonia Warszawa

- I liga polska w piłce nożnej (2000/2001)
- II liga polska w piłce nożnej (2000/2001)
- III liga polska w piłce nożnej (2000/2001)